# Konstriktivität
Konstriktivität {\displaystyle \delta } (engl.: constrictivity, v. lat.: constringere „festschnüren, fesseln, lahmlegen“) ist eine dimensionslose geometrische Größe, die den Widerstand enger Poren gegen Transportprozesse wie Diffusion beschreibt. Sie ist abhängig vom Verhältnis aus Durchmesser des gelösten Teilchens zum Porendurchmesser:
{\displaystyle \delta ={\frac {d_{\mathrm {Teilchen} }}{d_{\mathrm {Pore} }}}<1}
Der Wert der Konstriktivität ist umso größer, je enger eine Pore für ein gelöstes Teilchen ist, jedoch stets kleiner als 1.
Der Widerstand gegen Transport wird durch eine Erhöhung der Viskosität des Lösungsmittels in der Nähe der Porenwände hervorgerufen. Dieser Effekt ist besonders wirksam bei sehr engen Poren oder Porenverengungen, deren Durchmesser in derselben Größenordnung wie der Durchmesser der gelösten Teilchen liegt. Konstriktivität muss klar von der Knudsen-Diffusion abgegrenzt werden, die auftritt, wenn diffundierende Teilchen öfter mit Porenwänden als mit anderen Teilchen kollidieren.
Zur Abschätzung der Konstriktivität existiert eine Reihe von empirischen Formeln. Für einfache Porengeometrien lässt sie sich aus der Geometrie herleiten. In der Praxis wird die Konstriktivität zusammen mit der Tortuosität häufig in Modellen als rein empirischer Parameter zur Ermittlung des effektiven Diffusionskoeffizienten eines ganzen Porenraumes benutzt.